# Campionati europei di sollevamento pesi 2004
I Campionati europei di sollevamento pesi 2004, 85ª edizione maschile e 17ª femminile della manifestazione, si sono svolti dal 17 al 26 aprile a Kiev, in Ucraina.
In base alle variazioni avvenute nel corso del suo svolgimento, l'edizione è conteggiata come:
- la 63ª effettivamente organizzata;
- la 83ª secondo la numerazione della EWF;
- la 85ª secondo la numerazione della IWF.

## Squalifiche
Nella gara dei pesi mediomassimi maschili (fino a 94 kg.) inizialmente fu squalificato per doping il croato Božo Krišto, classificatosi in 27° posizione. In seguito, in base alle controanalisi delle provette, fu squalificato il finlandese Benjamin Pirkkiö – classificatosi al 19º posto, poi sanzionato per due anni, fino ad aprile 2006 – e l'atleta croato fu reintegrato nella classifica.

## Titoli in palio
Sono stati assegnati 15 titoli nel totale dell'esercizio (45 considerando anche le due specialità, lo strappo e lo slancio) in 8 categorie maschili e 7 femminili, sotto elencate.
Categorie maschili
| Categoria            | Eventi         | Atl. | Gr. |
| -------------------- | -------------- | ---- | --- |
| Pesi gallo           | Fino a 56 kg   | 17   | 2   |
| Pesi piuma           | Fino a 62 kg   | 14   | 2   |
| Pesi leggeri         | Fino a 69 kg   | 21   | 2   |
| Pesi medi            | Fino a 77 kg   | 25   | 3   |
| Pesi massimi leggeri | Fino a 85 kg   | 28   | 3   |
| Pesi mediomassimi    | Fino a 94 kg   | 30   | 3   |
| Pesi massimi         | Fino a 105 kg  | 23   | 2   |
| Pesi supermassimi    | Oltre i 105 kg | 19   | 2   |

Categorie femminili
| Categoria            | Eventi        | Atl. | Gr. |
| -------------------- | ------------- | ---- | --- |
| Pesi gallo           | Fino a 48 kg  | 18   | 2   |
| Pesi piuma           | Fino a 53 kg  | 17   | 2   |
| Pesi leggeri         | Fino a 58 kg  | 18   | 2   |
| Pesi medi            | Fino a 63 kg  | 14   | 2   |
| Pesi massimi leggeri | Fino a 69 kg  | 16   | 2   |
| Pesi massimi         | Fino a 75 kg  | 13   | 2   |
| Pesi supermassimi    | Oltre i 75 kg | 14   | 2   |

## Nazioni partecipanti
Le nazioni che hanno partecipato ai campionati furono 34 per un totale di 287 partecipanti (177 atleti e 110 atlete). Tra parentesi i partecipanti per nazione.
- Albania  (10)
- Armenia  (8)
- Austria  (3)
- Azerbaigian  (5)
- Belgio  (1)
- Bielorussia  (11)
- Bulgaria  (14)
- Cipro  (2)
- Croazia  (5)
- Danimarca  (8)
- Estonia  (2)
- Finlandia  (5)
- Francia  (15)
- Georgia  (8)
- Germania  (13)
- Grecia  (15)
- Israele  (4)
- Italia  (15)
- Lettonia  (4)
- Lituania  (7)
- Moldavia  (2)
- Paesi Bassi  (1)
- Polonia  (15)
- Regno Unito  (15)
- Rep. Ceca  (12)
- Romania  (9)
- Russia  (14)
- Slovacchia  (8)
- Spagna  (15)
- Svezia  (2)
- Svizzera  (1)
- Turchia  (15)
- Ucraina  (11)
- Ungheria  (12)

## Risultati
Sono stati stabiliti due record mondiali juniores (Under-20), sei record europei senior e tre record europei juniores, dei quali tre nelle categorie maschili e otto nelle categorie femminili.

### Categorie maschili
| Evento                       | Oro                  | Oro                | Argento            | Argento            | Bronzo             | Bronzo             |
| Pesi gallo — 56 kg           | Pesi gallo — 56 kg   | Pesi gallo — 56 kg | Pesi gallo — 56 kg | Pesi gallo — 56 kg | Pesi gallo — 56 kg | Pesi gallo — 56 kg |
| ---------------------------- | -------------------- | ------------------ | ------------------ | ------------------ | ------------------ | ------------------ |
| Strappo                      | Vitalij Dzerbjanëŭ   | 127,5 kg           | Sedat Artuç        | 125,0 kg           | László Tancsics    | 122,5 kg           |
| Slancio                      | Sedat Artuç          | 155,0 kg           | Vitalij Dzerbjanëŭ | 152,5 kg           | László Tancsics    | 147,5 kg           |
| Totale                       | Sedat Artuç          | 280,0 kg           | Vitalij Dzerbjanëŭ | 280,0 kg           | László Tancsics    | 270,0 kg           |
| Pesi piuma — 62 kg           |                      |                    |                    |                    |                    |                    |
| Strappo                      | Leonidas Sabanis     | 137,5 kg           | Sevdalin Angelov   | 137,5 kg           | Adrian Jigău       | 132,5 kg           |
| Slancio                      | Adrian Jigău         | 165,0 kg           | Sevdalin Angelov   | 165,0 kg           | Asif Məlikov       | 155,0 kg           |
| Totale                       | Sevdalin Angelov     | 302,5 kg           | Adrian Jigău       | 297,5 kg           | Asif Məlikov       | 280,0 kg           |
| Pesi leggeri — 69 kg         |                      |                    |                    |                    |                    |                    |
| Strappo                      | Sjarhej Laŭrėnaŭ     | 150,0 kg           | Yasin Arslan       | 150,0 kg           | Ekrem Celil        | 147,5 kg           |
| Slancio                      | Ekrem Celil          | 190,0 kg           | Nikolaj Pešalov    | 182,5 kg           | Sjarhej Laŭrėnaŭ   | 175,0 kg           |
| Totale                       | Ekrem Celil          | 337,5 kg           | Nikolaj Pešalov    | 330,0 kg           | Sjarhej Laŭrėnaŭ   | 325,0 kg           |
| Pesi medi — 77 kg            |                      |                    |                    |                    |                    |                    |
| Strappo                      | Taner Sağır          | 167,5 kg           | Plamen Željazkov   | 165,0 kg           | Mehmet Yılmaz      | 162,5 kg           |
| Slancio                      | Taner Sağır          | 200,0 kg           | Mehmet Yılmaz      | 197,5 kg           | Plamen Željazkov   | 195,0 kg           |
| Totale                       | Taner Sağır          | 367,5 kg           | Mehmet Yılmaz      | 360,0 kg           | Plamen Željazkov   | 360,0 kg           |
| Pesi massimi leggeri — 85 kg |                      |                    |                    |                    |                    |                    |
| Strappo                      | Zaur Tachušev        | 177,5 kg           | İzzet İnce         | 175,0 kg           | Andrėj Rybakoŭ     | 175,0 kg           |
| Slancio                      | Aljaksandr Aniščanka | 207,5 kg           | Giōrgos Markoulas  | 207,5 kg           | İzzet İnce         | 205,0 kg           |
| Totale                       | İzzet İnce           | 380,0 kg           | Zaur Tachušev      | 377,5 kg           | Erdal Sunar        | 377,5 kg           |
| Pesi mediomassimi — 94 kg    |                      |                    |                    |                    |                    |                    |
| Strappo                      | Milen Dobrev         | 185,0 kg           | Pavel Harkavy      | 182,5 kg           | Ėduard Tjukin      | 180,0 kg           |
| Slancio                      | Milen Dobrev         | 217,5 kg           | Anatolij Mušyk     | 217,5 kg           | Ėduard Tjukin      | 217,5 kg           |
| Totale                       | Milen Dobrev         | 402,5 kg           | Ėduard Tjukin      | 397,5 kg           | Anatolij Mušyk     | 395,0 kg           |
| Pesi massimi — 105 kg        |                      |                    |                    |                    |                    |                    |
| Strappo                      | Mikola Hordijčuk     | 190,0 kg           | Martin Tešovič     | 190,0 kg           | Alexandru Bratan   | 190,0 kg           |
| Slancio                      | Alan Cagaev          | 237,5 kg           | Dmitrij Berestov   | 227,5 kg           | Dmitrij Klokov     | 225,0 kg           |
| Totale                       | Alan Cagaev          | 420,0 kg           | Dmitrij Berestov   | 417,5 kg           | Alexandru Bratan   | 412,5 kg           |
| Pesi supermassimi — +105 kg  |                      |                    |                    |                    |                    |                    |
| Strappo                      | Ara Vardanyan        | 200,0 kg           | Veličko Čolakov    | 200,0 kg           | Ronny Weller       | 195,0 kg           |
| Slancio                      | Viktors Ščerbatihs   | 245,0 kg           | Veličko Čolakov    | 245,0 kg           | Ronny Weller       | 242,5 kg           |
| Totale                       | Veličko Čolakov      | 445,0 kg           | Viktors Ščerbatihs | 437,5 kg           | Ronny Weller       | 437,5 kg           |

### Categorie femminili
| Evento                       | Oro                   | Oro                | Argento                | Argento            | Bronzo                 | Bronzo             |
| Pesi gallo — 48 kg           | Pesi gallo — 48 kg    | Pesi gallo — 48 kg | Pesi gallo — 48 kg     | Pesi gallo — 48 kg | Pesi gallo — 48 kg     | Pesi gallo — 48 kg |
| ---------------------------- | --------------------- | ------------------ | ---------------------- | ------------------ | ---------------------- | ------------------ |
| Strappo                      | Izabela Dragneva      | 82,5 kg            | Gema Peris             | 80,0 kg            | Rebeca Sires Rodríguez | 80,0 kg            |
| Slancio                      | Svetlana Ul'janova    | 100,0 kg           | Izabela Dragneva       | 97,5 kg            | Rebeca Sires Rodríguez | 95,0 kg            |
| Totale                       | Izabela Dragneva      | 180,0 kg           | Svetlana Ul'janova     | 175,0 kg           | Rebeca Sires Rodríguez | 175,0 kg           |
| Pesi piuma — 53 kg           |                       |                    |                        |                    |                        |                    |
| Strappo                      | Nurcan Taylan         | 95,5 kg            | Mărioara Munteanu      | 87,5 kg            | Natalija Trocenko      | 85,0 kg            |
| Slancio                      | Nurcan Taylan         | 115,5 kg           | Anastasija Novikava    | 107,5 kg           | Estefanía Juan Tello   | 105,0 kg           |
| Totale                       | Nurcan Taylan         | 210,0 kg           | Mărioara Munteanu      | 190,0 kg           | Anastasija Novikava    | 190,0 kg           |
| Pesi leggeri — 58 kg         |                       |                    |                        |                    |                        |                    |
| Strappo                      | Aylin Daşdelen        | 98,5 kg            | Seda İnce              | 97,5 kg            | Aleksandra Klejnowska  | 95,0 kg            |
| Slancio                      | Aleksandra Klejnowska | 127,5 kg           | Aylin Daşdelen         | 122,5 kg           | Zlatina Atanasova      | 122,5 kg           |
| Totale                       | Aleksandra Klejnowska | 222,5 kg           | Aylin Daşdelen         | 220,0 kg           | Zlatina Atanasova      | 215,0 kg           |
| Pesi medi — 63 kg            |                       |                    |                        |                    |                        |                    |
| Strappo                      | Gergana Kirilova      | 100,0 kg           | Taccjana Stukalava     | 100,0 kg           | Dominika Misterska     | 100,0 kg           |
| Slancio                      | Gergana Kirilova      | 127,5 kg           | Dominika Misterska     | 127,5 kg           | Anastasia Tsakirī      | 120,0 kg           |
| Totale                       | Gergana Kirilova      | 227,5 kg           | Dominika Misterska     | 227,5 kg           | Anastasia Tsakirī      | 217,5 kg           |
| Pesi massimi leggeri — 69 kg |                       |                    |                        |                    |                        |                    |
| Strappo                      | Sibel Şimşek          | 112,5 kg           | Vanda Maslovs'ka       | 110,0 kg           | Tat'jana Matveeva      | 107,5 kg           |
| Slancio                      | Tat'jana Matveeva     | 137,5 kg           | Sibel Şimşek           | 135,0 kg           | Vanda Maslovs'ka       | 132,5 kg           |
| Totale                       | Sibel Şimşek          | 247,5 kg           | Tat'jana Matveeva      | 245,0 kg           | Vanda Maslovs'ka       | 242,5 kg           |
| Pesi massimi — 75 kg         |                       |                    |                        |                    |                        |                    |
| Strappo                      | Şule Şahbaz           | 115,0 kg           | Aysel Özgür            | 112,5 kg           | Svetlana Podobedova    | 112,5 kg           |
| Slancio                      | Svetlana Podobedova   | 137,5 kg           | Christina Iōannidī     | 135,0 kg           | Şule Şahbaz            | 132,5 kg           |
| Totale                       | Svetlana Podobedova   | 250,0 kg           | Şule Şahbaz            | 247,5 kg           | Christina Iōannidī     | 240,0 kg           |
| Pesi supermassimi — +75 kg   |                       |                    |                        |                    |                        |                    |
| Strappo                      | Agata Wróbel          | 130,0 kg           | Viktorija Šajmardanova | 127,5 kg           | Vassiliki Kassapi      | 120,0 kg           |
| Slancio                      | Derya Açıkgöz         | 157,5 kg           | Agata Wróbel           | 157,5 kg           | Viktorija Šajmardanova | 150,0 kg           |
| Totale                       | Agata Wróbel          | 287,5 kg           | Viktorija Šajmardanova | 277,5 kg           | Derya Açıkgöz          | 270,0 kg           |

## Medagliere

### Grandi (totale)
Riferito al totale dell'esercizio.
| Posiz.              | Nazione             | Oro | Argento | Bronzo | Totale |
| ------------------- | ------------------- | --- | ------- | ------ | ------ |
| 1                   | Turchia             | 6   | 3       | 2      | 11     |
| 2                   | Bulgaria            | 6   | 0       | 2      | 8      |
| 3                   | Polonia             | 2   | 1       | 0      | 3      |
| 4                   | Russia              | 1   | 5       | 0      | 6      |
| 5                   | Romania             | 0   | 2       | 0      | 2      |
| 6                   | Bielorussia         | 0   | 1       | 2      | 3      |
| 6                   | Ucraina             | 0   | 1       | 2      | 3      |
| 8                   | Croazia             | 0   | 1       | 0      | 1      |
| 8                   | Lettonia            | 0   | 1       | 0      | 1      |
| 10                  | Grecia              | 0   | 0       | 2      | 2      |
| 11                  | Azerbaigian         | 0   | 0       | 1      | 1      |
| 11                  | Germania            | 0   | 0       | 1      | 1      |
| 11                  | Moldavia            | 0   | 0       | 1      | 1      |
| 11                  | Spagna              | 0   | 0       | 1      | 1      |
| 11                  | Ungheria            | 0   | 0       | 1      | 1      |
| Totale (15 nazioni) | Totale (15 nazioni) | 15  | 15      | 15     | 45     |

### Grandi (totale) e Piccole (Strappo e Slancio)
Riferito al totale dell'esercizio e delle due specialità.
| Posiz.              | Nazione             | Oro | Argento | Bronzo | Totale |
| ------------------- | ------------------- | --- | ------- | ------ | ------ |
| 1                   | Turchia             | 16  | 11      | 6      | 33     |
| 2                   | Bulgaria            | 12  | 6       | 4      | 22     |
| 3                   | Russia              | 5   | 6       | 5      | 16     |
| 4                   | Polonia             | 4   | 3       | 2      | 9      |
| 5                   | Bielorussia         | 3   | 5       | 4      | 12     |
| 6                   | Ucraina             | 2   | 4       | 5      | 11     |
| 7                   | Romania             | 1   | 3       | 1      | 5      |
| 8                   | Grecia              | 1   | 2       | 4      | 7      |
| 9                   | Lettonia            | 1   | 1       | 0      | 2      |
| 10                  | Croazia             | 0   | 2       | 0      | 2      |
| 11                  | Spagna              | 0   | 1       | 4      | 5      |
| 12                  | Slovacchia          | 0   | 1       | 0      | 1      |
| 13                  | Germania            | 0   | 0       | 3      | 3      |
| 13                  | Ungheria            | 0   | 0       | 3      | 3      |
| 15                  | Azerbaigian         | 0   | 0       | 2      | 2      |
| 15                  | Moldavia            | 0   | 0       | 2      | 2      |
| Totale (16 nazioni) | Totale (16 nazioni) | 45  | 45      | 45     | 135    |

## Classifica a squadre

### Sistema di punteggio
Il sistema di punteggio è indicato dalla sommatoria dell'esercizio totale e delle due specialità in base allo schema adottato nel 1996:

### Categorie maschili
| Pos. | Squadra     | Punti |
| ---- | ----------- | ----- |
| 1    | Turchia     | 591   |
| 2    | Bulgaria    | 442   |
| 3    | Russia      | 416   |
| 4    | Grecia      | 362   |
| 5    | Polonia     | 359   |
| 6    | Francia     | 342   |
| 7    | Bielorussia | 329   |
| 8    | Armenia     | 299   |
| 9    | Romania     | 288   |
| 10   | Germania    | 287   |
| 11   | Albania     | 275   |
| 12   | Georgia     | 269   |
| 13   | Ucraina     | 268   |
| 14   | Spagna      | 263   |
| 15   | Rep. Ceca   | 257   |
| 16   | Ungheria    | 224   |
| 17   | Italia      | 187   |
| 18   | Slovacchia  | 173   |
| 19   | Regno Unito | 172   |
| 20   | Azerbaigian | 169   |
| 21   | Croazia     | 134   |
| 22   | Lituania    | 134   |
| 23   | Lettonia    | 119   |
| 24   | Austria     | 89    |
| 25   | Israele     | 85    |
| 26   | Moldavia    | 66    |
| 27   | Svezia      | 63    |
| 28   | Belgio      | 59    |
| 29   | Finlandia   | 31    |
| 30   | Svizzera    | 31    |
| 31   | Estonia     | 25    |
| 32   | Cipro       | 21    |
| 33   | Paesi Bassi | 15    |
| 34   | Danimarca   | 9     |

### Categorie femminili
| Pos. | Squadra     | Punti |
| ---- | ----------- | ----- |
| 1    | Turchia     | 478   |
| 2    | Polonia     | 438   |
| 3    | Bulgaria    | 436   |
| 4    | Russia      | 409   |
| 5    | Grecia      | 403   |
| 6    | Spagna      | 364   |
| 7    | Francia     | 351   |
| 8    | Germania    | 329   |
| 9    | Ucraina     | 315   |
| 10   | Ungheria    | 279   |
| 11   | Regno Unito | 274   |
| 12   | Bielorussia | 256   |
| 13   | Danimarca   | 245   |
| 14   | Italia      | 234   |
| 15   | Romania     | 169   |
| 16   | Rep. Ceca   | 154   |
| 17   | Finlandia   | 146   |
| 18   | Slovacchia  | 120   |
| 19   | Albania     | 84    |
| 20   | Armenia     | 58    |
| 21   | Lettonia    | 55    |
| 22   | Austria     | 51    |
| 23   | Israele     | 36    |